# 電荷担体
電荷担体または電荷キャリア（charge carrier）とは、物理学において電荷を運ぶ自由な粒子を指し、特に電気伝導体における電流を担う粒子を指す。例えば、電子やイオンがある。
金属では、伝導電子が電荷担体となる。各原子の外側の1個または2個の価電子は金属の結晶構造の中を自由に移動できる。この自由電子の雲をフェルミ気体という。
塩水のような電解液では、陽イオンと陰イオンが電荷担体となる。同様にイオン性固体が融解した液体においても、陽イオンと陰イオンが電荷担体となる（例えば、ホール・エルー法を参照）。
電弧のようなプラズマでは、電子とイオン化した気体の陽イオン、さらには電極が蒸発した素材などが電荷担体となる。電極の気化は真空でも起こるが、電弧は真空中では存在しえない。その場合は気化した電極が低圧の気体となって電弧を生じるための電荷担体となっている。
真空管などの真空中では、自由電子が電荷担体となる。
半導体では、電子と正孔（ホール）が電荷担体となる。正孔とは価電子帯の空席になっている部分を粒子のように移動するものと捉えた見方であり、正の電荷を担う。
不純物半導体では不純物（ドーパント）をドープすることで、電子や正孔の濃度を増加させることができる。ドーピングによって増やされた電荷キャリアを多数キャリアと呼び、相対的に減った電荷キャリアを少数キャリアと呼ぶ。具体的には、n型半導体中の電子{\displaystyle n_{n}}とp型半導体中の正孔{\displaystyle p_{p}}が多数キャリア、n型半導体中の正孔{\displaystyle p_{n}}、p型半導体中の電子{\displaystyle n_{p}}が少数キャリアとなる。pn接合にみられる空乏層には電荷担体はほとんどない。

## 自由担体濃度
自由担体濃度 (free carrier concentration)とは、ドーパントを加えた半導体における自由担体の濃度である。金属における担体濃度と似ており、電流や流動速度の計算においては同じものとして扱うことができる。自由キャリアとは電子または正孔であり、ドーピングによって伝導帯に直接導入されるもので、熱を加えても増えるものではない。従って、電子（または正孔）が移動しても後に正孔（または電子）が自由担体として残されるわけではない。